# Dima Nashawi
Dima Nashawi (en arabe : ديما نشاوي) est une artiste et militante pour les droits humains syrienne née en 1980 à Damas. Elle défend notamment les droits des enfants syriens réfugiés à Beyrouth, au Liban. Elle est illustratrice, clown et fondatrice du projet  Memory Initiative for Syrian Culture.

## Biographie
Dima Nashawi étudie la sociologie à l'Université de Damas, puis elle est obtient une maîtrise en art au King's College de Londres.  En 2001, elle commence à produire des dessins graphiques et comiques. En 2010 et 2011, elle réalise ses premières expositions en soutien aux réfugiés, sous l'égide du HCR, pour soutenir les enfants atteints de cancer sous l'égide de l'ONG syrienne Basma.
Son art se focalise sur la mémoire collective syrienne, les expériences personnelles, la défense des prisonniers d'opinion et les disparitions forcées. Elle veut transmettre la mémoire du conflit syrien, et participer à façonner l'identité future du pays. Elle est la fondatrice du projet Memory Initiative for Syrian Culture (MISC).
De février 2014 à septembre 2015, elle rejoint Clown Me In (CMI), avec qui elle interprète un clown de rue nommé Nseet ("j'ai oublié" en arabe). Son personnage joue sarcastiquement sur sa mémoire à court terme pour répandre la joie et le rire. En septembre 2015, elle se rendit à Londres pour passer maîtrise en gestion des arts et de la culture à la King's College University. En février 2017, elle retourne à Beyrouth et réintègre le CMI. Elle intègre également l'Institut Asfari pour la société civile et la citoyenneté,,,.
Dima Nashawiest nommée dans la liste de la BBC des 100 femmes inspirantes et influentes du monde entier pour 2018.